# La Rochette-du-Buis
La Rochette-du-Buis ist eine Gemeinde in den französischen Alpen im Département Drôme in der Region Auvergne-Rhône-Alpes.

## Lage
La Rochette-du-Buis liegt etwa 20 Kilometer von Buis-les-Baronnies entfernt. Durch den Ort führt die Passstraße D546 von Buis-les-Baronnies nach Villefranche-le-Château. 

## Geschichte und Namensherkunft
Der Name leitet sich wahrscheinlich von einer Felsformation im Umfeld des Ortes ab. Der Ortsname wurde 1799 erstmals in seiner heutigen Form erwähnt.
Die Kirche Sainte-Anne im Ort datiert auf das Jahr 1806.
Im Zweiten Weltkrieg war im Ort der italienischstämmige Leutnant Bruno Razzoli stationiert, der als Führer  Izon Maquis eine bedeutende Rolle im südlichen Teil von Frankreich spielte, der erst 1943 kapitulierte. Nach einem starken Gefecht gegen die Brandenburgische Brigade zwischen La Rochette-du-Buis und Villenfranche-le-Château wurde er schließlich in La Rochette-sur-Buis gefoltert und später exekutiert.

## Bevölkerungsentwicklung
| Jahr                       | 1962 | 1968 | 1975 | 1982 | 1990 | 1999 | 2009 | 2016 |
| Einwohner                  | 107  | 105  | 63   | 61   | 59   | 65   | 68   | 78   |
| Quellen: Cassini und INSEE |      |      |      |      |      |      |      |      |

## Sehenswürdigkeiten
Das Dorfbild ist durch verschiedene an oder in den Fels gebaute, alte Gebäude geprägt. Weitere herausragende Bauwerke sind:
- monolithisches Kreuz am Ortseingang
- St. Anna-Statue
- Kirche Sainte-Anne im Ortszentrum